# Чернишевський Євгеній Іванович
Євгеній Іванович Чернишевський (26 квітня 1907 — 1987) — бандурист, організатор Городницької чоловічої капели бандуристів, котра проіснувала понад 50 років і була досить відомою в Україні в 60— 80-х роках 20 століття.

## Життєпис
Народився Євгеній Іванович на Вінниччині 26 квітня 1907 року. Бандуру до рук узяв під час служби в армії, будучи учасником художньої самодіяльності. На бандурі навчився грати у бандуриста Карла Даниловича Кота. В майстра Миколи Опришка навчився виготовляти бандури. По закінченні служби був направлений в Городницю (Звягельський район Житомирської області) вчителем фізики. В 1939 році згуртував однодумців у невеличкий колектив (Є. Ясінський, А. Аврамчук, Б. Ларцев). Самотужки виготовляли бандури, виступали перед жителями селища.
Під час Другої світової війни Євгеній Іванович з товаришами-бандуристами воював у партизанському загоні Шитова. В повоєнні роки колектив зростав, шліфував свою майстерність. Стали виступати в інших областях, по всій Україні. В 1971 році Городницька капела бандуристів зайняла друге місце на республіканському огляді художньої самодіяльності й виступила на заключному концерті в Палаці культури «Україна». Колективу присудили звання народної капели.
В 1987 році Євгеній Іванович Чернишевський помер. Після того діяльність капели почала згасати. Повністю колектив припинив своє існування на початку 90-х.